# غونزالو ليوديونا
غونزالو ليوديونا (بالإسبانية: Gonzalo Ludueña) هو لاعب كرة قدم أرجنتيني في مركز الوسط، ولد في 12 مارس 1986 في قرطبة في الأرجنتين. شارك مع منتخب الأرجنتين تحت 17 سنة لكرة القدم. أما مع النوادي، فقد لعب مع إيفرتون دي فينا ديل مار وديفينسوريس دي بيلغرانو وريفر بليت ونادي أوهيجينس ونادي إيميلك.

## وصلات خارجية
- غونزالو ليوديونا على موقع الاتحاد الدولي (مؤرشف)  (الإنجليزية)
- غونزالو ليوديونا على موقع قاعدة بيانات كرة القدم.إي يو (الإنجليزية)
- غونزالو ليوديونا على موقع عالم كرة القدم.نت (الإنجليزية)